# Krausberg
Der Krausberg ist ein 2900 m hoher und etwas isolierter Berg im ostantarktischen Viktorialands. In den Victory Mountains ragt er südwestlich des Mount Hancox am nordwestlichen Rand des Malta-Plateaus auf.
Wissenschaftler der deutschen Expedition GANOVEX III (1982–1983) nahmen seine Benennung vor. Namensgeber ist der deutsche Geologe Ernst Kraus (1889–1970).